# マロ塚古墳
マロ塚古墳（マロづかこふん）は、熊本県にある古墳。形状は円墳とされる。現在では所在は失われているが、出土品は国の重要文化財に指定されている。

## 概要
熊本県北部、菊池川中流域において、合志盆地西側の丘陵上の古墳群のうちに所在すると推定される古墳である。現在では所在は失われている。
墳形は円形で、直径15メートル程度と伝わる。埋葬施設等の詳細は明らかでない。副葬品として、冑3・頸甲3・短甲1・鉄鏃25・直刀5・矛1が遺存する。築造時期は古墳時代中期の5世紀代と推定される。古墳の内容は詳らかでないが、出土した甲冑・鉄鏃は極めて良好な状態で遺存することから、古墳時代中期の肥後地方の動向や当時の金工技術を考察するうえで重要視される古墳になる。
出土品は1981年（昭和56年）に国の重要文化財に指定されている。

## 出土品
古墳からの出土品は次の通り。
- 武具
  - 小札鋲留眉庇付冑 2点
  - 小札鋲留衝角付冑 1点
  - 頸甲 3点
  - 横矧板鋲留短甲 1点
- 武器
  - 鉄鏃 25点
  - 直刀 5点
  - 矛 1点

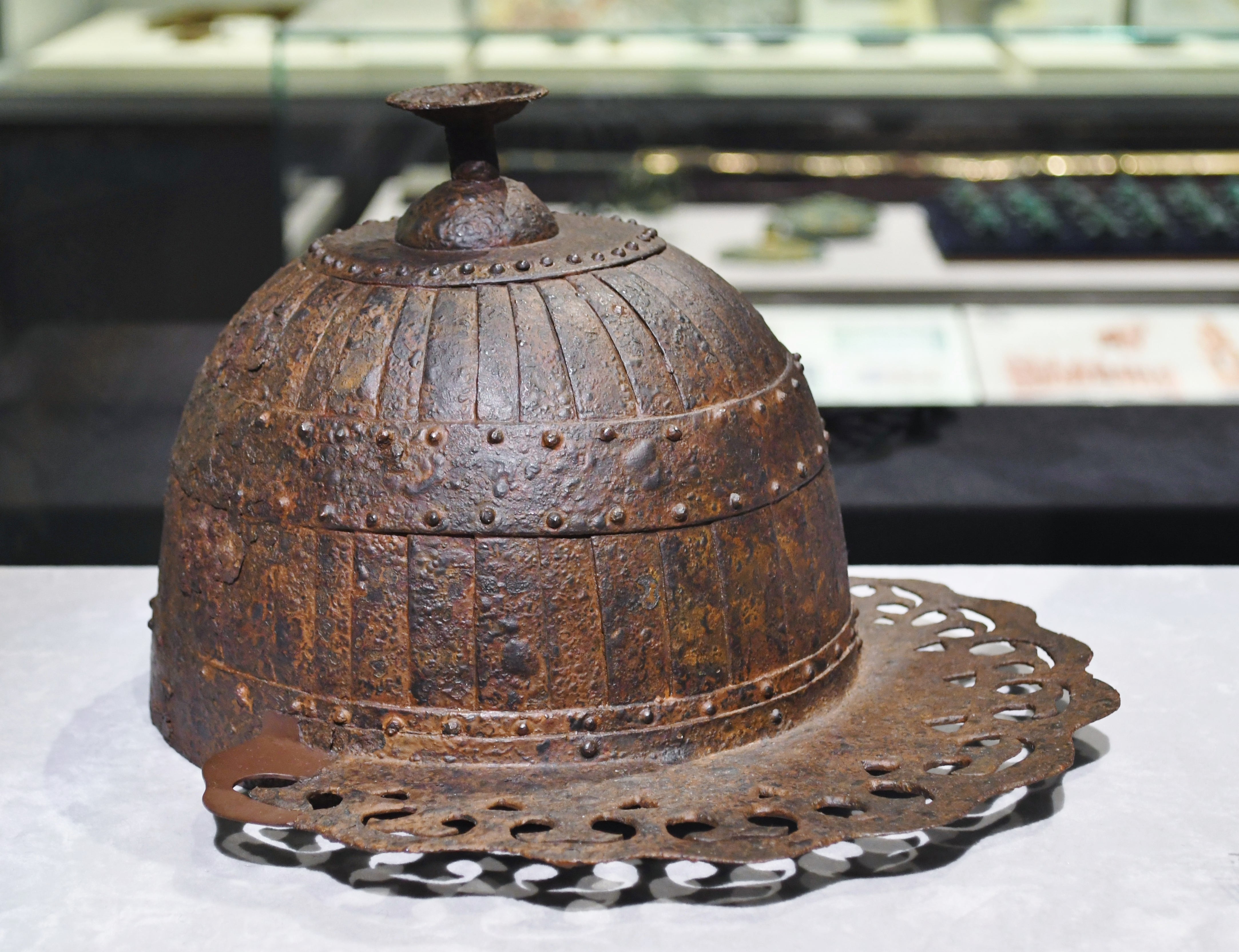
小札鋲留眉庇付冑

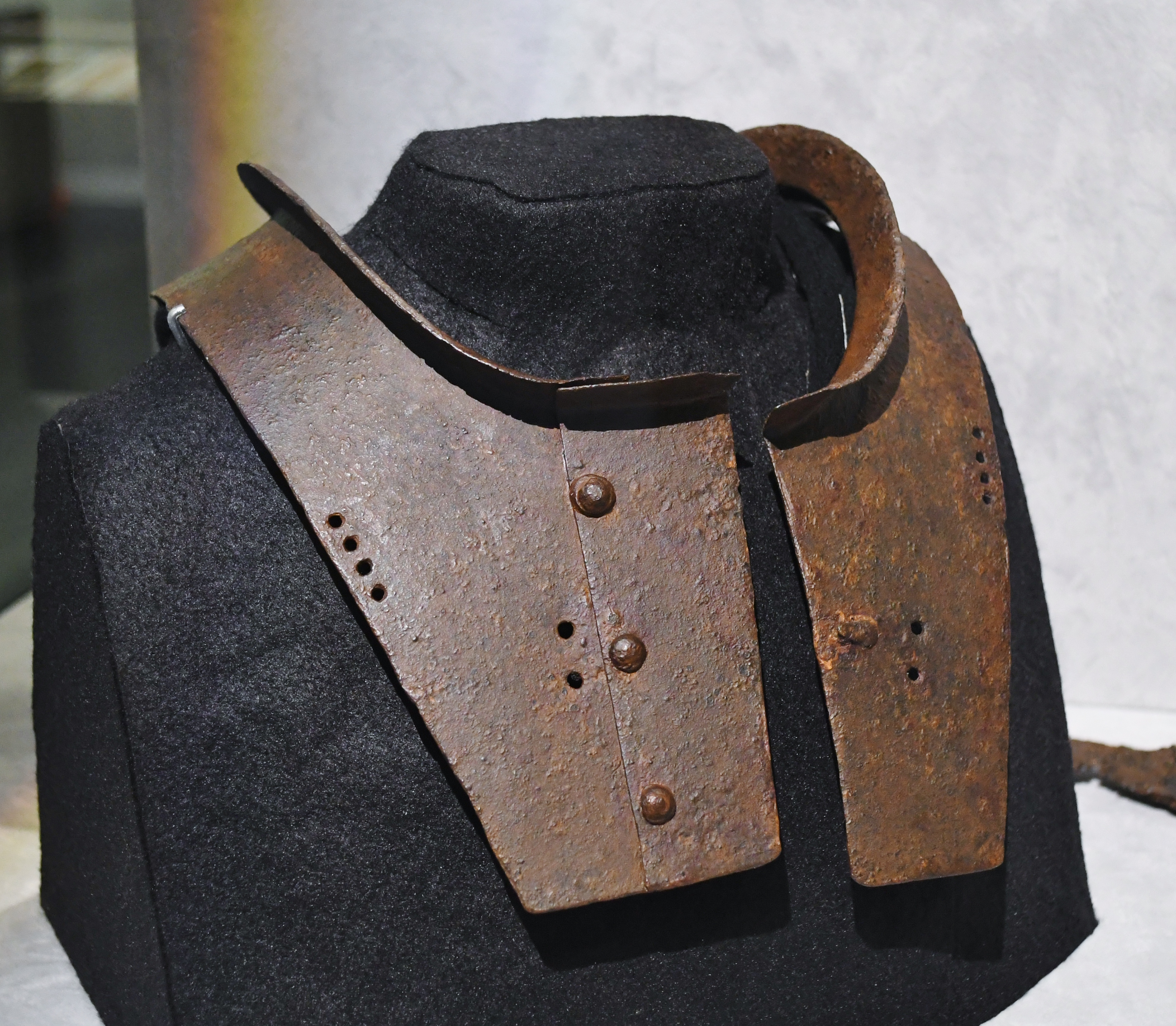
頸甲

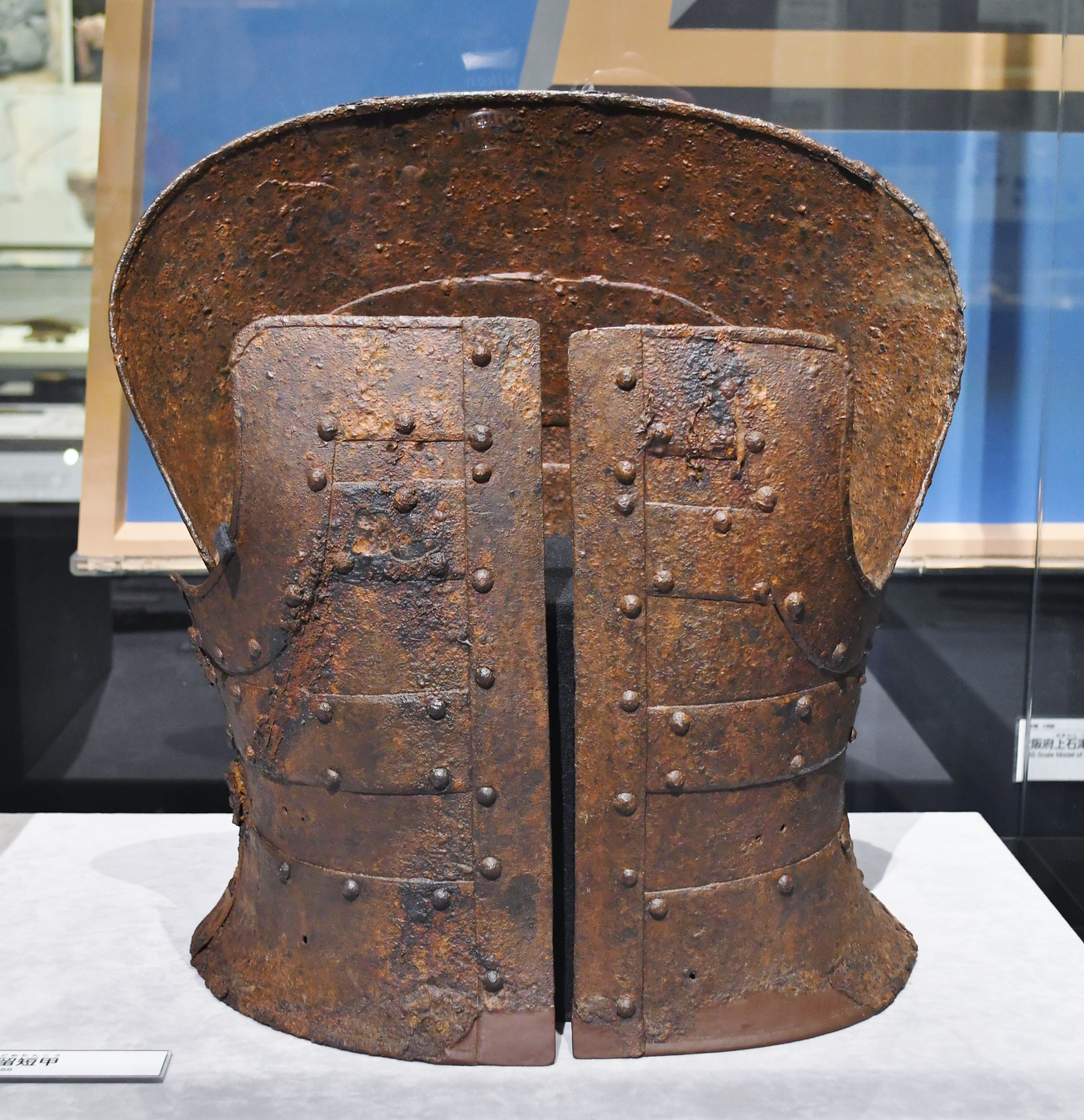
横矧板鋲留短甲

古墳時代中期の甲冑は、前半では革綴式、後半では鋲留式であるが、本古墳出土の甲冑は全て後者にあたる。
冑は、眉庇付冑・衝角付冑が並存する。眉庇付冑は鋲留技術の導入と連動して創出された新式の冑であるが、表面の地板幅、裏面の地板重ね・鉄板成形、錣の点で相違しており、異なる系統の冑に位置づけられる。頸甲は、革綴式と鋲留式が並存し、形態もそれぞれ異なる。短甲は、帯金と地板に大きな差がなく、鋲と鋲の間が離れており、帯金式甲冑の中でも後出の時期になる。縁には鉄包覆輪を施す。冑・頸甲が3セット存在するのに対して短甲は1点のみであり、残り2点が別に存在する可能性がある。鉄鏃は、いずれも長頸鏃である。刃部と基部の間が長大化する一方、装飾性を意識した逆刺を有しており、儀仗性が指摘される。

## 文化財

### 重要文化財（国指定）
- 肥後マロ塚古墳出土品（考古資料） - 内訳は以下。大学共同利用機関法人人間文化研究機構所有、国立歴史民俗博物館保管。1981年（昭和56年）6月9日指定[2]。
  - 鉄眉庇付冑 2頭
  - 鉄衝角付冑 1頭
  - 鉄短甲 1領
  - 鉄頸甲 3領

## 関連施設
- 国立歴史民俗博物館（千葉県佐倉市） - マロ塚古墳出土品等を保管・展示。

## 関連文献
（記事執筆に使用していない関連文献）
- 杉井健, 上野祥史『「共同研究」マロ塚古墳出土品を中心にした古墳時代中期武器武具の研究』国立歴史民俗博物館〈国立歴史民俗博物館研究報告〉、2012年。CRID 1130282272664351616。